# Lepthyphantes msuyai
Lepthyphantes msuyai là một loài nhện trong họ Linyphiidae.
Loài này thuộc chi Lepthyphantes. Lepthyphantes msuyai được miêu tả năm 1990 bởi Scharff.